# ارمنستان زاکاری
در سده‌های یازدهم و دوازدهم حکومت گرجستان بسیار قوی گردید. کشور از تحت سیطره ترک‌های سلجوقی (سلجوقیان) آزاد شد. بعلاوه نیروهای مسلح گرجی در جهت آزادسازی همسایه خود ارمنستان و مخصوصاً مناطق شمال شرقی آن، مبارزه طولانی نمودند.
به این منظور قدم‌های قابل توجهی در زمان ملکه تامار، وقتی که گرجستان در اوج قدرت خود بود برداشته شد. سپاه نیرومندی در آن زمان تشکیل می‌یابد. برادران زاکاره و ایوانه از خاندان زاکاریان و از نجیب‌زادگان ارمنی نقش مهمی در زندگی سیاسی حکومت ایفا نمودند.
گرجستان نیرومند شده با کمک و همراهی رزمی ارمنیان علیه امیرنشین‌های سلجوقی گنجه، آنی، دوین و غیره جنگ‌هایی را آغاز نمود.
قشون متحد گرجی و ارمنی به فرماندهی زاکاره، آمبرد، دشت‌های آرارات و استان شیراک، آنی (۱۲۰۰–۱۱۹۹)، دوین (۱۲۰۳)، قارص، استان سیونیک، و شهرهای دیگر را یکی پس از دیگری از وجود سلجوقیان پاک می‌نماید و سپس پیشروی خود را ادامه داده تا شهر ملازگرد و شهرهای دیگر می‌رسد. ارمنستان شمال شرقی که از دست سلجوقیان آزاد گردید شامل سلطنت‌های سابق واناند، آرماویر، آنی-شیراک، تاشیر و سیونیک می‌شد.
مرزهای آن از دامنه‌های شرقی کوه‌های آرتساخ (قره‌باغ) تا سرحدات غربی دشت باسن و از حوالی کورا تا منتهی‌الیه جنوبی کوه‌های زاغکانتس کشیده می‌شد. شمال شرقی ارمنستان جزو گرجستان گردید ولی حقوق و خودمختاری وسیعی پیدا کرد. کشور را زاکاریان‌ها اداره می‌کردند.

## تاریخ
تمام فئودالهای بزرگ و کوچک مستقیماً مطیع زاکاریان‌ها بودند. برادران زاکاریان از ایشخان های بلندپایه دربار گرجستان بودند و ارمنستانی که تحت اداره آن‌ها بود به دو قسمت تقسیم می‌شد؛ که یکی از آن‌ها تحت اطاعت زاکاره و پس از مرگش در دست پسرش شاهنشاه قرار داشت. بخش دیگر، قلمرو ایوانه برادر زاکاره بود که پس از مرگ وی پسرش آواگ جانشین او گردید.
قلمرو اول شامل سرزمین‌های غربی آزاد شده از سیطره سلجوقیان یعنی نواحی استان لوری و آنی و نواحی دیگر بود. مرکز حکومت زاکاره و اخلاف او لوری و آنی بود. اما قلمرو ایوانه و پسرش را سایر نواحی شمال شرقی ارمنستان یعنی استان گغارکونیک، بجنی، استان وایوتس‌جور، قسمتی از آرتساخ، سیونیک همچنین شهرهای نخجوان، ایروان با نواحی اطراف خود تشکیل می‌داد.
مرکز حکومت آنان کاپان بود. بخشی از نواحی تحت فرمانروایی زاکاریان‌ها مستقیماً دارایی شخصی آن‌ها بود اما بخش دیگر به خاندان‌های اشرافی قدیمی و جدید تعلق داشت که مطیع آن‌ها بودند.
خاندان‌های ایشخانی ارمنی در زمان زاکاریان‌ها شامل (دوپیان‌ها، واهرامیان‌ها، واچودیان‌ها، اربلیان‌ها، پروشیان‌ها) و غیره می‌شدند. دوپیان‌ها اراضی وسیعی در شمال رود کارکار و در جنوب شرقی دریاچه سوان دریافت کرده بودند.
(گاردمان، پاریسوس، تارووش) با دژهای مستکم خود، شهر شامکور (شهرستان شمکیر) با حومه اش به واهرامیان‌ها تعلق داشت. مرکز حکمرانی آن‌ها قلعه آمبرد بود که در دوران قبل به پاهلاوونی‌ها تعلق داشت، ولی مرکز مذهبی شان هوواناوانک بود. ایشخان‌های اربلیان اراضی وسیعی در استان وایوتس‌جور، استان گغارکونیک، استان کوتایک و کاپان داشتند. زمین‌های پروشیان در شاهپونیک، و نواحی دیگر واقع بود.
قلمرو پروشیان‌ها شامل صومعه گغارد و گلادزور از مراکز معروف فرهنگی ارمنستان در قرون وسطی بود. در دوران حکمرانی زاکاریان‌ها روابط اراضی فئودالی معمول در پادشاهی دودمان باگراتونی، که در زمان سلطه سلجوقیان منسوخ شده بود برقرار می‌گردد.

## وضعیت ارمنستان در دوران زاکاریان‌ها
از نیمه دوم سده دوازدهم تا سال‌های ۳۰–۴۰ سده سیزدهم، در شمال شرقی ارمنستان شاخه‌های اصلی اقتصاد ترقی می‌نماید. کشاورزی متلاشی شده دوباره جان می‌گیرد، سیستم باغداری، کاشت پنبه و برنج توسعه می‌یابد.
کشت غلات در دشت‌های آرارات، آلاشگرد (الشکیرت) و استان شیراک، باغداری در دشت‌های آرارات و نواحی آرشارونیک و مغری کشت پنبه و برنج در دشت آرارات، دامداری در سیونیک، حوزه دریاچه گغاما، تاشیر - رودخانه زوراگت، واناند و استان آراگاتسوتن معروف بودند.
زندگی شهری نیز رونق می‌یابد، در بین شهرهای ارمنستان شمال شرقی در این دوران آنی، دوین، قارص، لوری، ایروان و غیره به چشم می‌خورند. سرمایه تجاری رواج می‌یابد که حتی ایشخان‌ها نیز در دام نزول خواران بزرگ می افتدند. آن‌ها دارای اراضی وسیع دکانها، مسافر خانه‌ها، کاروانسراها، کارگاه‌ها و غیره بودند.
در سده‌های ۱۲–۱۳ حرفه‌ها، روابط کالایی-پولی و تجارت خارجی توسعه می‌یابد. در شهر و در کنار کلیساها و ایستگاه‌های جاده‌های کاروانرو، دکان‌های متعددی ایجاد می‌شوند که با اجناس محلی به دادوستد می‌پردازند. در زمینه تجارت خارجی تغییراتی به وجود می‌آید. تجارت با ایران و کشورهای آسیای صغیر به کمترین درجه می‌رسد. جنگ و جدال مداوم در بین این ممالک امیرنشین سلجوقی اختلافات گمرکی سدی در راه توسعه تجارت بین‌المللی بود.
کشورهای شمالی در میان روابط تجاری، اقتصادی کشورهای قفقاز جنوبی، گرجستان، ارمنستان شمال شرقی و آلبانیای قفقاز، مکان ویژه‌ای بخود اختصاص می‌دهند. روابط محکمی با بنادر دریای سیاه، لهستان و روسیه به وجود می‌آید. از ارمنستان اساساً کالاهایی چون پارچه‌های ابریشمی، قالی، وسایل فلزی و غیره به روسیه صادر می‌شد. اما مهم‌ترین کالای وارداتی از آنجا را پوستهای گوناگون تشکیل می‌داد.
در شرایط زندگی اقتصادی رونق یافته از نیمه دوم سده دوازدهم و توسعه حرفه‌ها و تجارت، تحولات چشمگیر اجتماعی بوقوع می‌پیوندند. طبقه مرفه با جمع‌آوری ثروت، داریی‌ها اراضی و غیرمنقول فراوانی هم بدست می‌آورد. بین‌المللی شدن زندگی و فرهنگ اجتماعی بوقوع می‌پیوندند.
لیکن این ترقی مهم چندان بطول نمی‌انجامد تاخت و تازهای ویرانگرانه مغول آغاز می‌شود.